# Berliner Postbezirke zwischen 1862 und 1920
Die Berliner Postbezirke entwickelten sich aus den ersten Stadtpost-Expeditionen, die mit römischen Ziffern gekennzeichnet waren.
Mit dem schnellen Wachstum der Bevölkerung wurden Post-Zustellbezirke und Postämter gebildet, die eine fortlaufende Nummerierung, mit der Mitte der Stadt beginnend, erhielten. Ab den 1870er Jahren setzte die Postverwaltung die Nummerierung, die anfangs mit „99“ endete, bis „115“ fort. Eine Anweisung des Kaiserlichen Generalpostamtes im Jahre 1873 verband die frühere Nummer mit der Angabe der Himmelsrichtung zu einer neuen Postbezirksbezeichnung:
Ausgehend vom Hofpostamt Königstraße Ecke Spandauer Straße wurde damit das damalige Stadtgebiet von Berlin in neun Postbezirke eingeteilt, die nach Himmelsrichtungen (C, O, SO, S, SW, W, NW, N, NO) oder der Richtung der jeweiligen Kopfbahnhöfe benannt wurden.
Diese Kennzeichnungen waren vom 15. Mai 1862 bis zur Einführung der vierstelligen Postleitzahlen im Jahr 1962 in West-Berlin und 1965 in Ost-Berlin die postalischen Ortsbezeichnungen innerhalb der Berliner Innenstadt.
Teilweise war Gebiet außerhalb der damaligen Berliner Stadtgrenze in diese Postbezirke einbezogen, etwa Teile von (Berlin-)Schöneberg in Berlin W 30, Teile von (Berlin-)Treptow in Berlin SO 36. Erst 1920 wurden diese postalisch schon als Teil von Berlin geltenden Gebiete dann tatsächlich Teil von Groß-Berlin.
Die Regelung wurde nach der Bildung von Groß-Berlin nicht auf die darüber hinaus eingemeindeten neuen Stadtteile ausgedehnt. Sie führten als postalische Bezeichnung weiterhin ihre bisherigen Ortsnamen mit vorangestelltem Berlin, beispielsweise Berlin-Charlottenburg oder Berlin-Köpenick.
Die folgende Liste enthält gelegentlich auch Hinweise zu Posteinrichtungen nach 1920.

## Legende
Die Buchstaben in der ersten Spalte geben die Himmelsrichtung vom Zentrum Alt-Berlins (ehemalige Königstraße/Alexanderplatz) aus an und bedeuten:
 C=Zentrum, N=Norden, NO=Nordosten, NW=Nordwesten, O=Osten, S=Süden, SO=Südosten, SW=Südwesten, W=Westen. Diese Buchstaben vergab die Kaiserliche Post ab dem Jahr 1862.
 Außerdem wurde nach Größe und Bedeutung in Postagentur, Postamt und ASE=alte Stadtpost-Expedition (mit römischen Ziffern gekennzeichnet, die bereits vor 1862 vorhanden waren) unterschieden.
Kursiv gesetzte Straßennamen wurden seither umbenannt und werden auf die Liste ehemaliger Straßen und Plätze in Berlin-Mitte verlinkt.
| Buch- stabe | lfd. Nummer                                 | Straße | Ortsteil histor. Name                                                                                   | Bemerkung ggf. Bild |  |
| ----------- | ------------------------------------------- | --- | --- | --- |  |
| 0C          | 001 (ehemaliges Hofpostamt)                 | Spandauer Straße 19–22                                                                                         | Mitte                                                                                                   | Hier befand sich in den 1870er Jahren die Oberpostdirektion für den Bezirk Berlin. In der ehemaligen Königsstraße 60 (ab 1951 Rathausstraße) befand sich eine Filiale. Im Zweiten Weltkrieg wurde der Gebäudekomplex beschädigt und um 1960 abgerissen. |  |
| 0C          | 002                                         | Dircksenstraße 29/30 nur Briefpostamt (um 1900)                                                                | Mitte                                                                                                   | Briefpostamt, im 19. Jh. ohne Straßenangabe Erst seit 1902 heißt der Verkehrsweg parallel zur Stadtbahn Dircksenstraße. |  |
| 0C          | 003                                         | nur Paketpostamt (um 1873)                                                                                     | Mitte                                                                                                   | |  |
| 0C          | 014                                         | Dresdener Straße                                                                                               | Mitte                                                                                                   | |  |
| 0C          | 022 ASE I                                   | Weinmeisterstraße 8; um 1873 Rosenthaler Straße 56                                                             | Mitte                                                                                                   | später Schönhauser Allee 2 |  |
| 0C          | 023                                         | Lessingstraße 7/8                                                                                              | Mitte                                                                                                   | später Kurstraße, mit W 38 vereinigt |  |
| 0C          | 025                                         | (Am) Königsgraben 20, seit Beginn des 20. Jh. Alexanderplatz                                                   | Mitte                                                                                                   | Das Postamt wird im Berliner Adressbuch unter Am Königsgraben 17 angegeben. Das Postgebäude samt einer späteren Rohrposteinrichtung steht an der Ecke Dircksenstraße 29. |  |
| 0C          | 043                                         | Neue Königstraße 67 (heutige Otto-Braun-Straße)                                                                | Mitte                                                                                                   | |  |
| 0C          | 045                                         | Grünstraße, um 1873 Scharrenstraße 12/13                                                                       | Mitte                                                                                                   | |  |
| 0C          | 053                                         | Seydelstraße                                                                                                   | Mitte                                                                                                   | ab um 1873 Wilmsstraße 6 |  |
| 0C          | 063                                         | Gerichtsgebäude Neue Friedrichstraße 14 (heutige Littenstraße)                                                 | Mitte                                                                                                   | (ohne Postbezirk) |  |
| 0C          | 076                                         | Neue Promenade / Hackescher Markt 4                                                                            | Mitte                                                                                                   | |  |
| 0C          | 077                                         | Linienstraße 34                                                                                                | Mitte                                                                                                   | mit dem Zusatz „gehört zum Postamt 22“ |  |
| 0C          | 078                                         | Alexanderstraße 33 mit dem Zusatz „gehört zum Postamt 25“                                                      | Mitte                                                                                                   | später Kaiserstraße |  |
| 0C          | 087                                         | Fischerstraße, seit den 1950er Jahren Fischerinsel                                                             | Mitte                                                                                                   | |  |
| 0C          | 102                                         | Neue Schönhauser Straße 1                                                                                      | „gehört zum Postamt 22“                                                                                 | |  |
| 0C          | 106                                         | Niederwallstraße 33                                                                                            | Mitte                                                                                                   | „gehört zum Postamt 19“ |  |
| 0C          | 107                                         | Mohrenstraße 63/64                                                                                             | Mitte                                                                                                   | „gehört zum Postamt 41“ |  |
| 0N          | 003                                         | Oranienburger Straße 70 bis zur Ziegelstraße                                                                   | Mitte                                                                                                   | (ehemaliges Paketpostamt N 3) Dieses Postamt bezog 1927 einen Neubau an gleicher Stelle, Tucholskystraße 6–14. Das Klinker-verblendete Gebäude ist 134 Meter lang, fünf Etagen hoch und verfügt über ein ausgebautes Dachgeschoss. Die Fassade ist durchgängig senkrecht durch Mauervorsprünge gegliedert. Waagerecht unterbrechen in gleichmäßigen Abständen eingearbeitete schwarze geriefelte Klinker die Flächen. Ein charakteristischer ornamentaler Schmuck, der aus dem verwendeten Klinkermaterial entwickelt wurde, ziert Portale und Fensterbrüstungen. Mit dem Einzug in den Neubau entfiel die Aufgabe Paketpost, in die Räumlichkeiten zog das Fernsprechamt Berlin Nord ein.                                                                                        |  |
| 0N          | 004 ASE IV                                  | Am Nordbahnhof 3–5 / Stettiner Bahnhof                                                                         | Mitte                                                                                                   | Seit um 1900 Invalidenstraße 23 (westlicher Eingang). Das monumentale Postamt N 4 entstand 1935–1938 nach Plänen und unter Leitung des in dieser Zeit im Reichspostministerium angestellten Berliner Architekten Hans Wolff-Grohmann anstelle eines Vorgängerbaus. |  |
| 0N          | 019 ASE XIX                                 | Stadtpost-Expedition in der Stadt Pankow, Breite Straße 35                                                     | Pankow (Stadt)                                                                                          | ab 1910 verlegt zur Berliner Straße 12/13 In den 1870er Jahren besaß diese Postexpedition einen Anschluss an das Berlinische Telegrafennetz. Neubau 1924 nach Plänen von Carl Schmidt |  |
| 0N          | 020 ASE XVIII                               | Prinzenallee                                                                                                   | Gesundbrunnen                                                                                           | In den 1870er Jahren besaß diese Postexpedition einen Anschluss an das Berlinsche Telegrafennetz. Eine Filial-Niederlassung befand sich in der Prinzenallee und um 1900 in der Stettiner Straße 55. Bis 1962 Zustellpostamt, seitdem Berlin 65 |  |
| 0N          | 024 ASE III                                 | Oranienburger Straße 35/36                                                                                     | Mitte                                                                                                   | Der Klinkerverblendbau an der Ecke Tucholskystraße wurde als Kaiserliches Postfuhramt 1875–1881 nach Plänen von Carl Schwatlo von Tuckermann erbaut. Nach Schäden im Zweiten Weltkrieg wurde es repariert und bis 1973 für seinen ursprünglichen Zweck genutzt. Danach diente es anderen Bereichen der Deutschen Post wie dem Postzeitungsbetrieb (bis 1990) und später verschiedenen Gastronomen und als Kunstgalerie C/O Berlin. Das denkmalgeschützte Gebäude sollte zu Anfang der 2010er Jahre zu einem Hotel umgebaut werden, gehört aber inzwischen dem Medizinunternehmen Biotronik, das hier seine Firmenrepräsentanz einrichtet. |  |
| 0N          | 028                                         | Anklamer Straße 27 später Hausnummer 19                                                                        | Mitte                                                                                                   | |  |
| 0N          | 031                                         | Usedomer Straße 9                                                                                              | Gesundbrunnen                                                                                           | (Bestell-Postamt). Bis 1962 Zustellpostamt, seitdem Berlin 65 |  |
| 0N          | 037                                         | Schwedter Straße 263                                                                                           | Prenzlauer Berg                                                                                         | |  |
| 0N          | 039                                         | Reinickendorfer Straße 2                                                                                       | Wedding                                                                                                 | später Reinickendorfer Straße |  |
| 0N          | 054                                         | Lothringer Straße 62; heutige Torstraße                                                                        | Mitte                                                                                                   | (Bestell-Postamt) |  |
| 0N          | 055                                         | Invalidenstraße 111                                                                                            | Mitte                                                                                                   | |  |
| 0N          | 058                                         | Eberswalder Straße 8/9 Ecke Danziger Straße 3                                                                  | Prenzlauer Berg                                                                                         | Das ehemalige Hauptpostamt Eberswalder Straße 6–9 ist ein neobarockes Gebäude, dessen zwei untere Etagen in Rustica-Formen verputzt sind. Das Haus wurde um 1910 errichtet, sein Sandstein-Portal mit ionischen Kolossalpilastern an den Obergeschossen dominiert die Fassade. Auf dem Mansarddach sind ovale Türmchen mit einer Gitterbrüstung platziert. |  |
| 0N          | 065                                         | Schulstraße 7                                                                                                  | Wedding                                                                                                 | (ohne Postbezirk)Zustellpostamt für Berlin N 65, 1962 vergrößerter Zustellbezirk Berlin 65 |  |
| 0N          | 090                                         | Brunnenstraße                                                                                                  | Mitte                                                                                                   | ab um 1873 Veteranenstraße 24 mit dem Zusatz „gehört zum Postamt 28“ |  |
| 0N          | 091                                         | Ackerstraße | Mitte                                                                                                   | ab um 1873 Elsässer Straße 72 mit dem Zusatz „gehört zum Postamt 24“ |  |
| 0N          | 101                                         | Elsasser Straße 43                                                                                             | | „gehört zum Postamt 24“ |  |
| 0N          | 103                                         | Senefelderstraße                                                                                               | Prenzlauer Berg                                                                                         | später Putbusser Straße 20; „gehört zum Postamt 31“ |  |
| 0N          | 106                                         | Schönhauser Allee                                                                                              | Prenzlauer Berg                                                                                         | |  |
| 0N          | 113                                         | Bornholmer Straße 6                                                                                            | Prenzlauer Berg                                                                                         | |  |
| 0N          | 115                                         | Berliner Allee                                                                                                 | Weißensee                                                                                               | |  |
| NO          | 018 ASE XIV                                 | Landsberger Straße 93                                                                                          | Friedrichshain                                                                                          | später Waßmannstraße und Lichtenberger Straße |  |
| NO          | 026                                         | Adalbertstraße                                                                                                 | Mitte                                                                                                   | (Bestell-Postamt) |  |
| NO          | 043                                         | Neue Königstraße (heutige Littenstraße)                                                                        | Mitte                                                                                                   | |  |
| NO          | 047                                         | Albertinenstraße                                                                                               | Weißensee                                                                                               | auch NO-Weißensee genannt |  |
| NO          | 0?                                          | Charlottenburger Straße 140 Ecke Tassostraße                                                                   | Weißensee                                                                                               | Das Postgebäude Weißensee 1 mit drei Etagen und einem Satteldach entstand 1914. Das Amtshaus ist im barockisierenden Stil ausgeführt und verputzt. Das Eckgebäude zur Charlottenburger Straße erhielt ein zusätzliches Geschoss aufgesetzt und ist mit einem Walmdach versehen. Die mittleren Gebäudeachsen sind mit Pilastern eingefasst und mit einem Segmentbogengiebel erhöht. |  |
| NO          | 055                                         | Marienburger Straße 18/19                                                                                      | Prenzlauer Berg                                                                                         | |  |
| SW          | 060                                         | Junkerstraße 11                                                                                                | Prenzlauer Berg (?)                                                                                     | |  |
| NO          | 063                                         | Dorotheenstraße                                                                                                | Mitte                                                                                                   | (mit C 63) |  |
| NO          | 074                                         | Woldenberger Straße (heutige Dietrich-Bonhoeffer-Straße)                                                       | Prenzlauer Berg                                                                                         | später Umzug zur Fürstenwalder Straße 2 mit dem Zusatz „gehört zum Postamt 18“ |  |
| NO          | 092                                         | Danziger Straße                                                                                                | Prenzlauer Berg                                                                                         | später Landsberger Allee 5 mit dem Zusatz „gehört zum Postamt 18“ |  |
| NO          | 096                                         | Greifswalder Straße 8 mit dem Zusatz „gehört zum Postamt 43“                                                   | Prenzlauer Berg                                                                                         | später Umbenennung in NO 55 |  |
| NW          | 005 ASE V                                   | Hamburger Bahnhof                                                                                              | Moabit                                                                                                  | seit um 1873 Rathenower Straße 74 |  |
| NW          | 006 ASE VI                                  | L(o)uisenstraße                                                                                                | Mitte                                                                                                   | seit um 1873 Marienstraße 10 |  |
| NW          | 07 ASE VII                                  | Dorotheenstraße 27, um 1900 Umzug zur Dorotheenstraße 62                                                       | Mitte                                                                                                   | Das in der Dorotheenstraße (in der DDR-Zeit Clara-Zetkin-Straße) stehende Postgebäude wurde Anfang des 20. Jahrhunderts im Stil der deutschen Spätrenaissance erbaut. Es ist ein Klinker-Verblendbau mit einem hohen Satteldach und mit aus Werkstein gearbeiteten Fenstereinfassungen, Portalen und reich verzierten Treppenhauserkern. Das vieretagige Bauwerk verfügt über eine langgestreckte Fassade mit leicht vorgezogenen äußeren Achsen. In der Gebäudemitte befindet sich ein Rundbogen-Portal, gerahmt von zwei ionischen Säulen. Auf diesen ruht figürlicher Schmuck, in der dritten Etage betont ein Balkon mit einer Sandsteinbalustrade das Äußere. Das Gebäude wurde nach der Wende an den rumänischen Staat verkauft und beherbergt jetzt das Botschaftsgebäude. |  |
| NW          | 021 ASE XVII                                | Turmstraße 23                                                                                                  | Moabit                                                                                                  | In den 1870er Jahren besaß diese Postexpedition einen Anschluss an das Berlinische Telegrafennetz. zeitweilig Stromstraße. Zustellpostamt Berlin NW 21, ab 1962 vergrößerter Zustellbezirk Berlin 21 |  |
| NW          | 023                                         | Lessingstraße 6                                                                                                | Moabit                                                                                                  | |  |
| NW          | 040                                         | Lehrter Bahnhof                                                                                                | Mitte                                                                                                   | Zustellpostamt bis 1962, danach Zustellbezirk Berlin 21 |  |
| NW          | 052                                         | Kriminalgericht Berlin-Moabit, Werftstraße 7                                                                   | Moabit                                                                                                  | (ohne Postbezirk) Das Amtsgebäude wie auf der Zeichnung samt Posteinrichtung gibt es seit dem Zweiten Weltkrieg so nicht mehr. |  |
| NW          | 064                                         | im Bahnhof Friedrichstraße                                                                                     | Mitte                                                                                                   | um 1873 Unter den Linden 12 |  |
| NW          | 067                                         | Zentralvieh- und Schlachthof Eldenaer Straße                                                                   | Prenzlauer Berg                                                                                         | (Bestell-Postamt und Postamt für dortige Empfänger) |  |
| NW          | 087                                         | Alt-Moabit, Beusselstraße                                                                                      | Moabit                                                                                                  | Zustellpostamt, ab 1962 Teil von Zustellbezirk Berlin 21 |  |
| NW          | 094                                         | Mittelstraße                                                                                                   | Mitte                                                                                                   | |  |
| NW          | 100                                         | L(o)uisenstraße 6                                                                                              | Mitte                                                                                                   | mit dem Zusatz „gehört zum Postamt 6“ |  |
| 0O          | 017 ASE XIII                                | Schlesischer Bahnhof Mühlenstraße 39/40 (nach 1945)                                                            | Friedrichshain                                                                                          | um 1900 Schlesischer Bahnhof und Ostbahnhof |  |
| 0O          | 027                                         | Wallnertheaterstraße 10 (spätere Wallnerstraße)                                                                | Mitte                                                                                                   | seit um 1900 Blumenstraße 64a/65 |  |
| 0O          | 030 auch O-Lichtenberg genannt Postamt 1    | Magdalenenstraße 3/4 und 10                                                                                    | Lichtenberg (Stadt), im Jahr 1938 zum Verwaltungsbezirk Friedrichshain, nach 1945 wieder zu Lichtenberg | nach 1925 Dottistraße 12–16 |  |
| 0O          | 031 auch O-Friedrichsfelde genannt (Nr. 31) | Berliner Straße 105 (die heutige Straße am Tierpark)                                                           | Friedrichsfelde (Gemeinde)                                                                              | Post- und Telegraphenamt; Ab 1921 gleiche Adresse, nun aber im Friedrichsfelder Stadthaus (siehe Bild; damals auch unter Schloßstraße 20a; Eckgebäude) |  |
| 0O          | 034                                         | Frankfurter Allee 102, um 1900 Umzug zur Petersburger Straße 89                                                | Friedrichshain                                                                                          | später Frankfurter Allee und Boxhagener Straße 111 (um 1960) |  |
| 0O          | 051                                         | Andreasstraße 32                                                                                               | Friedrichshain                                                                                          | |  |
| 0O          | 067                                         | Petersburger Straße                                                                                            | Friedrichshain                                                                                          | (mit NW 67) |  |
| 0O          | 093                                         | Große Frankfurter Straße (später Frankfurter Allee)                                                            | Friedrichshain                                                                                          | später Ostbahnhof und Rüdersdorfer Straße 31 mit dem Zusatz „gehört zum Postamt 34“ |  |
| 0O          | 094                                         | Frankfurter Allee                                                                                              | Friedrichshain                                                                                          | ab um 1873 Mittelstraße 8 mit dem Zusatz „gehört zum Postamt 3424“ |  |
| 0O          | 098                                         | Stralauer Allee, auch (Kleine) Andreasstraße 10                                                                | Friedrichshain                                                                                          | (bis 1881) |  |
| 0O          | 099                                         | Holzmarktstraße 73 mit dem Zusatz „gehört zum Postamt 27“                                                      | Mitte                                                                                                   | später Umzug in die Schicklerstraße |  |
| 0O          | 112                                         | Gabelsbergerstraße 16                                                                                          | Friedrichshain                                                                                          | |  |
| 0S          | 014 ASE XII                                 | zuerst Neue Roßstraße 6                                                                                        | Kreuzberg                                                                                               | seit um 1900 Dresdner Straße 55 und Neue Roßstraße |  |
| 0S          | 015 ASE XIII                                | Sebastianstraße 14                                                                                             | Kreuzberg                                                                                               | zeitweilig Prinzenstraße |  |
| 0S          | 032                                         | Kottbusser Damm 42                                                                                             | Kreuzberg                                                                                               | um 1900 mit dem Zusatz: „gehört zu Postamt 59“ |  |
| 0S          | 042                                         | Ritterstraße 7                                                                                                 | Kreuzberg                                                                                               | |  |
| 0S          | 059                                         | Boeckhstraße 11                                                                                                | Kreuzberg                                                                                               | |  |
| 0S          | 073 mit dem Zusatz „gehört zum Postamt 14“  | Wallstraße 76 (ab 1. Oktober 1883), Annenstraße 3 (ab 1. Oktober 1885) und Wallstraße 70/71 (ab 1. April 1899) | Mitte                                                                                                   | |  |
| 0S          | 086                                         | Wassertorstraße 22                                                                                             | Kreuzberg                                                                                               | ab um 1873 mit dem Zusatz „gehört zum Postamt 42“ |  |
| 0S          | 088                                         | Alte Jakobstraße 87/88                                                                                         | Kreuzberg                                                                                               | ab um 1873 mit dem Zusatz „gehört zum Postamt 14“ |  |
| SO          | 016 ASE V                                   | Köpenicker Straße 122 u. 132                                                                                   | Mitte                                                                                                   | um 1900 Umzug in die Köpenicker Straße 122 |  |
| SO          | 026                                         | Oranienstraße                                                                                                  | Kreuzberg                                                                                               | um 1873 später Adalbertstraße 94 |  |
| SO          | 032                                         | Richardstraße 110 / Anzengruberstraße                                                                          | Rixdorf (Gemeinde)                                                                                      | auch SO-Rixdorf genannt; Postamt Neukölln 1 (Berlin-Neukölln) |  |
| SO          | 033                                         | Skalitzer Straße 74                                                                                            | Kreuzberg                                                                                               | um 1900: Skalitzer Straße 74 |  |
| SO          | 036                                         | Görlitzer Bahnhof                                                                                              | Kreuzberg                                                                                               | später Skalitzer Straße 85–86 |  |
| SO          | 079                                         | Elisabeth-Ufer 42 mit dem Zusatz „gehört zum Postamt 26“                                                       | Mitte                                                                                                   | später Kaiserstraße |  |
| SO          | 082                                         | Pücklerstraße                                                                                                  | Kreuzberg                                                                                               | später Köpenicker Straße 98 mit dem Zusatz „gehört zum Postamt 16“ |  |
| SO          | 083                                         | Schlesische Straße                                                                                             | Kreuzberg                                                                                               | später Pücklerstraße 57 mit dem Zusatz „gehört zum Postamt 33“ |  |
| SO          | 089                                         | Reichenberger Straße 150                                                                                       | Kreuzberg                                                                                               | ab um 1873 mit dem Zusatz „gehört zum Postamt 36“ |  |
| SO          | 093                                         | Bouchéstraße                                                                                                   | Alt-Treptow                                                                                             | Das Postamt erhielt nach Plänen von Kurt Engel in den Jahren 1929/1930 in der Fennstraße 9–11 ein neues Gebäude und zog dorthin um. Der vieretagige Putzbau ist im Stil des Expressionismus ausgeführt. Jede Etage fällt durch unterschiedliche Formgebung der Fenster auf: im Erdgeschoss Rundbögen, erste Etage zeigt fast quadratische Fenster, die zweite Etage besitzt breite großflächige Fenster und der oberste Stock verfügt über schmal-rechteckige Fenster, die zusammenhängend bogenförmig überwölbt sind. Die Fassadenfläche ist durch vortretende senkrechte und waagerechte Wandelemente gegliedert. |  |
| SO          | 105                                         | Waldemarstraße 17                                                                                              | | „gehört zum Postamt 26“ |  |
| SW          | 011 ASE X                                   | Anhalter Bahnhof                                                                                               | Kreuzberg                                                                                               | später Bahnhofstraße (Güstener Straße) |  |
| SW          | 012 ASE XI                                  | Zimmerstraße 26/27                                                                                             | Mitte                                                                                                   | |  |
| SW          | 013 ASE IV                                  | Alte Jakobstraße 170                                                                                           | Kreuzberg                                                                                               | später Hollmannstraße |  |
| SW          | 019 ASE I                                   | Standorte: Sparwaldsbrücke, Krausenstraße, Beuthstraße 17–21 (um 1873)                                         | Kreuzberg                                                                                               | |  |
| SW          | 029                                         | Belle-Alliance-Straße, späterer Mehringdamm                                                                    | Kreuzberg                                                                                               | später Umzug zur Baruther Straße 4, Nostizstraße 52 (um 1873) und zum Marheinekeplatz. Bis 1962 Zustellpostamt, dann zum Zustellbezirk Berlin 61 |  |
| SW          | 032                                         | Hasenheide | Kreuzberg                                                                                               | (Postagentur) |  |
| SW          | 033 auch SW-Tempelhof genannt               | Berliner Straße 134/135                                                                                        | Tempelhof (Gemeinde)                                                                                    | |  |
| SW          | 046                                         | Hallesche Straße 11                                                                                            | Mitte                                                                                                   | (ohne Postbezirk) |  |
| SW          | 047                                         | Hagelberger Straße 49                                                                                          | Kreuzberg                                                                                               | |  |
| SW          | 048                                         | Friedrichstraße 227                                                                                            | Kreuzberg                                                                                               | Reichspostamt Friedrichstraße auf einer historischen Ansichtskarte, 1898 |  |
| SW          | 060                                         | Junkerstraße                                                                                                   | Kreuzberg                                                                                               | (ohne Postbezirk) |  |
| SW          | 061                                         | Tempelhofer Ufer 1                                                                                             | Kreuzberg                                                                                               | Später Belle-Alliance-Platz 9 |  |
| SW          | 068                                         | Ecke Ritterstraße                                                                                              | Kreuzberg                                                                                               | auch Alte Jacobstraße 115/116 |  |
| SW          | 072                                         | Hedemannstraße                                                                                                 | Mitte                                                                                                   | später Wilhelmstraße 124 mit dem Zusatz „gehört zum Postamt 9“ |  |
| SW          | 075                                         | Beuthstraße | Mitte                                                                                                   | später Krausenstraße 31 mit dem Zusatz „gehört zum Postamt 19“ |  |
| SW          | 077                                         | Luckenwalder Straße                                                                                            | Schöneberg                                                                                              | ehem. Postbahnhof / Postamt SW 77 |  |
| SW          | 080                                         | Solmsstraße | Kreuzberg                                                                                               | später Friesenstraße 22 mit dem Zusatz „gehört zum Postamt 29“ |  |
| SW          | 081                                         | Hagelberger Straße                                                                                             | Kreuzberg                                                                                               | später Bülowstraße 92 mit dem Zusatz „gehört zum Postamt 57“ |  |
| SW          | 095                                         | Teltower Straße 53                                                                                             | Kreuzberg                                                                                               | ab um 1873 mit dem Zusatz „gehört zum Postamt 61“ |  |
| SW          | 097                                         | Kochstraße 75                                                                                                  | Kreuzberg                                                                                               | ab um 1873 mit dem Zusatz „gehört zum Postamt 12“ |  |
| SW          | 098                                         | Luckenwalder Straße                                                                                            | Kreuzberg                                                                                               | später Tempelhofer Ufer 35 mit dem Zusatz „gehört zum Postamt 46“ |  |
| 0W          | 01                                          | Leipziger Straße                                                                                               | Mitte                                                                                                   | nach 1945 |  |
| 0W          | 08 ASE VIII                                 | Taubenstraße 17                                                                                                | Mitte                                                                                                   | seit um 1900 Taubenstraße 9, dann Französische Straße Das vieretagige Postgebäude auf der Parzelle 9–12 entstand 1908–1912 nach Plänen der Architekten Wilhelm Walter und Ludwig Meyer im Stil des holländischen Barock. Es ist seit den 1970er Jahren ein gelistetes Baudenkmal. |  |
| 0W          | 09 ASE IX                                   | Potsdamer Bahnhof                                                                                              | Tiergarten                                                                                              | später Linkstraße |  |
| 0W          | 010 ASE X                                   | Grabenstraße                                                                                                   | Tiergarten                                                                                              | seit um 1873 Königin-Augusta-Straße 44 und danach Reichpietschufer |  |
| 0W          | 022 ASE XVI                                 | Botanische-Garten-Straße                                                                                       | Schöneberg (Stadt)                                                                                      | auch W-Schöneberg genannt (Nr. 22) |  |
| 0W          | 030                                         | Winterfeldtplatz, um 1900 Gleditschstraße 47                                                                   | Schöneberg                                                                                              | (ohne Postbezirk) |  |
| 0W          | 035                                         | Potsdamer Straße 36                                                                                            | Schöneberg                                                                                              | bis 1962 Zustellpostamt, seitdem Teil des Zustelllbezirks Berlin 30 |  |
| 0W          | 038                                         | Jägerstraße 44                                                                                                 | Mitte                                                                                                   | später mit dem Postamt C 23 in der Taubenstraße vereinigt Das ehemalige Postamt in der Jägerstraße (in der DDR-Zeit Otto-Nuschke-Straße) wurde 1877/1878 nach Plänen des Postrats Carl Schwatlo im Stil der italienischen Hochrenaissance errichtet. Es diente als erstes Haupttelegrafenamt Berlins. Das Gebäude ist in elf Achsen gegliedert, verfügt über dreieinhalb Etagen und seine Fassade ist mit Sandstein verkleidet. Zur Verzierung wurden Risalite, Säulenpaare, Puttengruppen und Rundbogenfenster verwendet. |  |
| 0W          | 041                                         | Mauerstraße 61/62                                                                                              | Mitte                                                                                                   | Das Reichspostamt (unter anderem mit den Abteilungen I und III und dem Post-Zeitungs-Amt) auf dem Grundstück Leipziger Straße 15 in den Jahren 1871–1874 nach Plänen von Carl Schwatlo errichtet, wurde im Zweiten Weltkrieg zerstört. Der Erweiterungsbau auf dem Nachbargrundstück entstand 1892–1897 nach Entwurf von Ernst Hake und ist in Teilen erhalten. Zusammen mit dem Eckbau dient es seit dem 20. Jahrhundert als Museum. |  |
| 0W          | 044                                         | Kronenstraße 39/40                                                                                             | Mitte                                                                                                   | (ohne Postbezirk) |  |
| 0W          | 049                                         | Behrenstraße 52 in der Kaisergalerie                                                                           | Mitte                                                                                                   | (ohne Postbezirk) |  |
| 0W          | 050                                         | Hotel Kaiserhof                                                                                                | Mitte                                                                                                   | (ohne Postbezirk) Das Hotel wurde im Zweiten Weltkrieg zerstört und nach Kriegsende enttrümmert. |  |
| 0W          | 056                                         | Französische Straße 33c                                                                                        | Mitte                                                                                                   | |  |
| 0W          | 057                                         | Bülowstraße | Schöneberg                                                                                              | (Bestell-Postamt); ab um 1873 Steinmetzstraße 21 |  |
| 0W          | 062                                         | Schillstraße                                                                                                   | Tiergarten                                                                                              | (Bestell-Postamt) später Kurfürstenstraße 70 |  |
| 0W          | 064                                         | Unter den Linden                                                                                               | Mitte                                                                                                   | (Bestell-Postamt) |  |
| 0W          | 066                                         | Mauerstraße | Mitte                                                                                                   | um 1873 Georgenstraße 25 |  |
| 0W          | 069                                         | Burggrafenstraße 13                                                                                            | Tiergarten                                                                                              | um 1873 „gehört zum Postamt 62“ später Kurfürstenstraße |  |
| 0NW         | 070                                         | Schiffbauerdamm 4                                                                                              | Mitte                                                                                                   | |  |
| 0W          | 071                                         | Schöneberger Ufer 25                                                                                           | Tiergarten                                                                                              | |  |
| 0W          | 073                                         | Elßholzstraße 30                                                                                               | Schöneberg                                                                                              | ab 1913 Zweigstelle vom Postamt Berlin W 57. Postanstalt im Kammergericht; 1943 geschlossen. |  |
| 0W          | 084                                         | Krausenstraße 6/7                                                                                              | Mitte                                                                                                   | ab um 1873 mit dem Zusatz „gehört zum Postamt 41“ |  |
| 0W          | 085                                         | Oranienstraße 72                                                                                               | Kreuzberg                                                                                               | ab um 1873 mit dem Zusatz „gehört zum Postamt 42“ |  |

## 1920: Postämter im Weichbild Berlins
Als Weichbild wurden seinerzeit Ortschaften und Städte in der Umgebung von Berlin bezeichnet, die etwa in einem Umkreis von 20 Kilometern hinter der Stadtgrenze angesiedelt waren. Die alphabetische Auflistung verwendet die damaligen Ortsbezeichnungen, in der zweiten Spalte sind die seit 2001 geltenden Ortsteile oder Namen gesetzt. Hier nicht genannte Postämter 1 von Lichtenberg, Pankow, Neukölln und Schöneberg sind in der oberen Liste enthalten, weil sie bereits vor 1920 eröffnet wurden. Einige Orte wurden nicht oder nur zu Teilen nach Berlin eingemeindet.
Zur Situation nach 1920 siehe Berliner Postbezirke 1920 bis 1993.
| Ort, Vorort von Berlin Bezeichng. vor 1920 | Ortsteil (seit 2001) | ggf. Nr., Standort oder Art                                                           | Straße | Bemerkung und ggf. Bild |
| ------------------------------------------ | --- | ------------------------------------------------------------------------------------- | --- | --- |
| Adlershof                                  | Berlin-Adlershof | Post-, Telegraphen- und Fernsprechamt                                                 | Roonstraße 18 (seit 1951 Moissistraße)                                                                      | [ 28 ] |
| Ahrensfelde b. Berlin                      | Marzahn-Nord nicht der gesamte frühere Ort ging in Berlin auf, amtlich gehört das Wohnviertel seit 2001 zum Ortsteil Berlin-Marzahn | Postagentur                                                                           | Dorfstraße 17                                                                                               | im 21. Jh. wurde das PA aufgelöst, an seine Stelle sind zwei Postfilialen getreten, eine befindet sich im früheren Postgebäude |
| Alt-Glienicke                              | Berlin-Altglienicke |                                                                                       | | |
| Baumschulenweg                             | Berlin-Baumschulenweg | Postamt Baumschulenweg                                                                | Baumschulenstraße 17                                                                                        | siehe Berlin-Treptow |
| Biesdorf b. Berlin                         | Berlin-Biesdorf |                                                                                       | | |
| Blankenburg b. Berlin                      | Berlin-Blankenburg | Postagentur                                                                           | | |
| Blankenfelde b. Berlin                     | Berlin-Blankenfelde | Postagentur                                                                           | | |
| Borsigwalde                                | Berlin-Borsigwalde |                                                                                       | siehe Wittenau                                                                                              | |
| Britz                                      | Berlin-Britz | Post- und Telegraphenamt                                                              | Chausseestraße 48 (im Amtshaus)                                                                             | |
| Buchholz                                   | Berlin-Buchholz | Postamt und öffentliche Fernsprechstelle                                              | | |
| Buckow b. Berlin                           | Berlin-Buckow | Postagentur                                                                           | | |
| Charlottenburg                             | Berlin-Charlottenburg | Postamt Charlottenburg 1                                                              | Berliner Straße 62/64 (seit Sept. 1957 Otto-Suhr-Allee)                                                     | → Hauptartikel : Postamt Charlottenburg 2 |
| Charlottenburg                             | Berlin-Charlottenburg | Postamt Charlottenburg 2                                                              | Goethestraße 2/3                                                                                            | |
| Charlottenburg                             | Berlin-Charlottenburg | Postamt Charlottenburg 3                                                              | Bismarckstraße 3                                                                                            | |
| Charlottenburg                             | Berlin-Charlottenburg | Postamt Charlottenburg 4                                                              | Kantstraße 50                                                                                               | |
| Charlottenburg                             | Berlin-Charlottenburg | Postamt Charlottenburg 5                                                              | Schloßstraße 24/25                                                                                          | |
| Charlottenburg                             | | Poststelle Charlottenburg 5A                                                          | Riehlstraße 6A                                                                                              | |
| Charlottenburg                             | Berlin-Charlottenburg | Postamt Charlottenburg 6                                                              | Neue Kantstraße 1                                                                                           | |
| Charlottenburg                             | Berlin-Charlottenburg | Postamt Charlottenburg 7                                                              | Leibnizstraße 56                                                                                            | |
| Charlottenburg                             | Berlin-Charlottenburg | Postamt Charlottenburg 8                                                              | Keplerstraße 43                                                                                             | |
| Charlottenburg                             | Berlin-Charlottenburg | Postamt Charlottenburg 9                                                              | Kaiserdamm 33 später Umzug in die Soorstraße 61/62                                                          | |
| Charlottenburg                             | Berlin-Charlottenburg | Postamt Charlottenburg 10                                                             | Spandauer Berg 18                                                                                           | |
| Dahlem                                     | Berlin-Dahlem | Post und Telegraphenamt                                                               | Königin-Luise-Straße 31                                                                                     | |
| Falkenberg b. Berlin                       | Falkenberg (Mark) | Postagentur                                                                           | Dorfstraße 34                                                                                               | |
| Friedenau                                  | Berlin-Friedenau | Post und Telegraphenamt Friedenau 1 mit öffentlicher Fernsprechstelle und Rohrpostamt | Handjerystraße 33–36                                                                                        | |
| Schöneberg                                 | Berlin-Schöneberg | Post und Telegraphenamt Friedenau 2                                                   | Cranachstraße 8/9                                                                                           | |
| Friedenau                                  | Berlin-Friedenau | Poststelle Friedenau 1A                                                               | Lefèvrestraße 13                                                                                            | |
| Friedenau                                  | Berlin-Friedenau | Poststelle Friedenau 1B                                                               | Südwestcorso 9 Offenbacher Straße 25 (nach 1935)                                                            | |
| Friedrichsfelde                            | Berlin-Friedrichsfelde | Post- und Telegraphenamt (Filiale)                                                    | Magerviehhof Friedrichsfelde                                                                                | |
| Frohnau (Mark)                             | Berlin-Frohnau | Postamt                                                                               | Ludolfingerplatz 1–3                                                                                        | |
| Geltow b. Berlin                           | Geltow (Mark) 14548 Schwielowsee Geltow                                                                                             | Postagentur später Postfiliale                                                        | Hauffstraße 55a                                                                                             | |
| Glienicke b. Berlin                        | Glienicke/Nordbahn | Postagentur                                                                           | Im Jahr 1925 wurde hier die erste Postagentin im Großraum Berlin genannt.                                   | |
| Großbeeren                                 | 14979 Großbeeren | Postamt                                                                               | Berliner Straße 96                                                                                          | |
| Groß-Ziethen b. Berlin                     | Groß Ziethen 2529 Schönefeld Großziethen                                                                                            | Postamt                                                                               | Karl-Marx-Straße 152                                                                                        | |
| Grunewald                                  | Berlin-Grunewald | Post- und Telegraphenamt                                                              | Bismarckallee 22–24                                                                                         | |
| Halensee                                   | Berlin-Halensee |                                                                                       | | |
| Haselhorst                                 | Berlin-Haselhorst | Postagentur                                                                           | | |
| Heinersdorf                                | Berlin-Heinersdorf | Postagentur                                                                           | Kaiser-Wilhelm-Straße 69                                                                                    | |
| Heiligensee (Havel)                        | Berlin-Heiligensee | Postagentur                                                                           | | |
| Hermsdorf b. Berlin                        | Berlin-Hermsdorf | Postamt                                                                               | | |
| Hohenschönhausen, Gemeinde                 | Berlin-Alt-Hohenschönhausen | Postamt, öffentliche Fernsprechstelle, Telegraphenamt                                 | Orankestraße 13                                                                                             | |
| Hönow (Krs. Niederbarnim)                  | Hönow seit 2003 zum Landkreis Märkisch-Oderland gehörend                                                                            | Postagentur                                                                           | | nur der Endbahnhof der S-Bahn wurde nach Berlin umgemeindet |
| Hoppegarten b. Berlin                      | Hoppegarten | Postamt                                                                               | | |
| Johannisthal                               | Berlin-Johannisthal | Postamt, Telegraphenamt, öffentliche Fernsprechstellen (Reichsbehörden)               | Parkstraße 2 Königsheideweg 266 (nach 1935)                                                                 | |
| Carlshorst (ab 1901 Karlshorst)            | Berlin-Karlshorst | Post- und Telegraphenamt                                                              | Wildensteiner Straße 21                                                                                     | |
| Cöpenick                                   | Berlin-Köpenick | Post- und Paketamt Köpenick 1                                                         | Lindenstraße 42                                                                                             | Das Kaiserliche Post- und Paketamt wurde 1892/1893 nach Entwurf von E. W. J. Zimmermann im Barock-Stil gebaut, im Jahr 1906 bereits erweitert. Der Putzbau mit zweieinhalb Etagen ist mit Sandstein-Elementen und einem Voluten-Giebel versehen. Die Hofzufahrt wird von kräftigen Säulen mit geschwungenem Vordach flankiert. Mittig an der Fassade ragt ein über zwei Etagen reichender Erker aus der Front heraus. Nach 1999 erwarb die Privatschule Best Sabel das Gebäude, ließ es denkmalgerecht sanieren und unterhält nun die BEST-Sabel-Berufsfachschule für Design mit Fachoberschule für Technik darin. |
| Köpenick                                   | Berlin-Köpenick | Poststelle Köpenick 1A                                                                | Müggelheimer Straße 13/14                                                                                   | vor 1940 |
| Cöpenick                                   | Berlin-Köpenick | Postagentur Köpenick 2 Umwandlung in eine Poststelle (nach 1935)                      | Kaulsdorfer Straße 145/147                                                                                  | |
| Köpenick                                   | Berlin-Köpenick | Postamt Köpenick 3                                                                    | Grünauer Straße 29                                                                                          | |
| Köpenick                                   | Berlin-Köpenick | Poststelle Köpenick 5                                                                 | Grüne Trift 96                                                                                              | vor 1940 |
| Lankwitz                                   | Berlin-Lankwitz | Postamt, Telegraphenamt und öffentliche Fernsprechstelle, Lankwitz 1                  | Viktoriastraße 22–28 Kaiser-Wilhelm-Straße 60–62 (nach 1930)                                                | |
| Lankwitz                                   | Berlin-Lankwitz | Postagentur Lankwitz 2, nach 1935 Umwandlung zu einem Postamt                         | Calandrellistraße 31–33                                                                                     | |
| Lankwitz                                   | | Poststelle Lankwitz 3                                                                 | Marienfelder Straße, Heimstättensiedlung                                                                    | |
| Lankwitz                                   | | Poststelle Lankwitz 4                                                                 | Apoldaer Straße 38                                                                                          | |
| Lankwitz                                   | | Poststelle Lankwitz 5                                                                 | Alt-Lankwitz 26                                                                                             | |
| Lichtenberg, Bereich Wilhelmsberg          | Berlin-Fennpfuhl | Postamt                                                                               | Hohenschönhauser Straße 47/48                                                                               | Gebäude nicht erhalten |
| Lichtenberg                                | Berlin-Lichtenberg | Postamt III.                                                                          | Möllendorffstraße 87                                                                                        | Vor dem Jahr 1909 trug die Straße den Namen Dorfstraße und das Eckhaus war Haus Nummer 82. Hier war das Postamt für die Landgemeinde Lichtenberg eingerichtet, auch Postamt Lichtenberg III genannt, welches eine der ersten öffentlichen Fernsprecheinrichtungen in Lichtenberg besaß. Das historische Gebäude ist erhalten; die Posteinrichtung im Eck-Erdgeschoss schloss Anfang der 1990er Jahre. Später wurde die Schalterhalle durch ein Brautmodenatelier genutzt, das sich in den 2020er Jahren in kleineren Räumen in der Scheffelstraße 1 befindet. Die früheren Posträumlichkeiten stehen leer (September 2023). ((Eine Filiale des Postamts als Lichtenberg 2 wurde in den 1960er Jahren in einem Neubau an der Buchberger Straße Ecke Frankfurter Allee eröffnet.)) |
| Lichtenberg                                | Berlin-Rummelsburg | Postamt 4                                                                             | Margaretenstraße 22 Friedrichstraße 10 (nach 1930)(die spätere Weitlingstraße) Wönnichstraße 10 (nach 1935) | |
| Lichtenrade                                | Berlin-Lichtenrade | Postamt Lichtenrade 1                                                                 | Bahnhofstraße 5/6                                                                                           | |
| Lichtenrade                                | | Postagentur Lichtenrade 2 umgewandelt in eine Poststelle                              | Berliner Straße 34                                                                                          | |
| Lichterfelde                               | Berlin-Lichterfelde | Postamt 1 und Fernsprechvermittlungsstelle                                            | Bismarckstraße 2/3 Hindenburgdamm 1 (nach 1930)                                                             | |
| Lichterfelde                               | Berlin-Lichterfelde | Postamt 2                                                                             | Zehlendorfer Straße 52 Bismarckstraße 2/3 (nach 1930)                                                       | |
| Lichterfelde                               | Berlin-Lichterfelde | Postamt 3                                                                             | Drakestraße 32                                                                                              | |
| Lichterfelde                               | Berlin-Lichterfelde | Postamt 4                                                                             | Hindenburgdamm 40 Gélieustraße 1(nach 1930)                                                                 | |
| Lichterfelde                               | Berlin-Lichterfelde | Postagentur Umwandlung in die Poststelle Lichterfelde 5                               | Feldstraße 1                                                                                                | |
| Lichterfelde                               | | Postagentur Lichterfelde 5                                                            | Müllerstraße 32                                                                                             | nicht weitergeführt |
| Lichterfelde                               | | Poststelle 1A                                                                         | Holbeinstraße 1                                                                                             | |
| Mahlsdorf b. Berlin 1                      | Berlin-Mahlsdorf | Postamt Mahlsdorf 1                                                                   | Bahnhofstraße 89                                                                                            | |
| Mahlsdorf b. Berlin 2                      | Berlin-Mahlsdorf | Postagentur Mahlsdorf 2 Umwandlung in die Poststelle Mahlsdorf 2                      | Kohlisstraße 8                                                                                              | |
| Mahlsdorf                                  | | Poststelle Mahlsdorf 3                                                                | Hultschiner Damm 143                                                                                        | |
| Mahlsdorf                                  | | Poststelle Mahlsdorf 4                                                                | Am Schlehdorn 24                                                                                            | |
| Malchow b. Berlin                          | Berlin-Malchow | Postagentur                                                                           | Dorfstraße 13 später (ab um 1940) Dorfstraße 16                                                             | |
| Mariendorf                                 | Berlin-Mariendorf | Post- und Telegraphenamt Mariendorf 1                                                 | Chausseestraße 45 Königstraße 27/28 (nach 1930)                                                             | |
| Mariendorf mit Südende                     | Berlin-Mariendorf | Post- und Telegraphenamt Südende                                                      | Denkstraße 8 Lange Straße 25 (nach 1930)                                                                    | |
| Mariendorf                                 | | Poststelle Mariendorf 2                                                               | Chausseestraße 203                                                                                          | |
| Marienfelde                                | Berlin-Marienfelde | Post- und Telegraphenamt 1                                                            | Kaiserallee 32                                                                                              | |
| Marienfelde                                | | Poststelle Marienfelde 2                                                              | Pansfelder Weg 41                                                                                           | |
| Marienfelde                                | | Poststelle Marienfelde 3                                                              | Emilienstraße 30                                                                                            | |
| Marzahn b. Berlin                          | Berlin-Marzahn | Postagentur Umwandlung in ein Postamt                                                 | Dorfaue 4                                                                                                   | |
| Marzahn                                    | | Posthilfstelle Marzahn Süd                                                            | Pekrunstraße                                                                                                | |
| Mühlenbeck b. Berlin                       | Mühlenbeck (Mühlenbecker Land) | Postamt                                                                               | | |
| Rixdorf                                    | Berlin-Neukölln | Postamt Neukölln 1                                                                    | Richardstraße 119/120                                                                                       | bis zur Bildung des Bezirks Neukölln unter Rixdorf geführt, heute Karl-Marx-Straße (vormals: Berliner Straße) |
| Rixdorf                                    | Berlin-Neukölln | Postamt Neukölln 2                                                                    | Leykestraße 110 Leykestraße 18                                                                              | |
| Rixdorf                                    | Berlin-Neukölln | Postamt Neukölln 3                                                                    | Herthastraße 21/22                                                                                          | |
| Rixdorf                                    | Berlin-Neukölln | Postamt Neukölln 4                                                                    | Hobrechtstraße 66/67                                                                                        | |
| Neukölln                                   | Berlin-Neukölln | Postamt Neukölln 5                                                                    | Johann-Hus-Straße 6                                                                                         | |
| Niederschöneweide                          | Berlin-Niederschöneweide | Post- und Telegraphenamt Niederschöneweide 1                                          | Flutstraße 2 Fennstraße 9–11 (nach 1930)                                                                    | |
| Niederschönhausen mit Gutsbezirk Schönholz | Berlin-Niederschönhausen | Post- und Telegraphenamt                                                              | Treskowstraße 67                                                                                            | |
| Nikolassee                                 | Berlin-Nikolassee | Post- und Telegraphenamt                                                              | Alemannenstraße 12                                                                                          | |
| Oberschöneweide                            | Berlin-Oberschöneweide | Post- und Telegraphenamt Oberschöneweide 1                                            | Rathausstraße (später Griechische Allee) 22 (9) Ecke Schillerpromenade 1                                    | Das dreietagige Amtshaus ist ein Putzbau in klassizistischen Formen und mittels Kunststeinelementen geschmückt. Betont wird die Fassade mit einem dreiachsigen Mittelrisalit und Pilastergliederung. |
| Pankow                                     | Berlin-Pankow | Postamt 2                                                                             | Berliner Straße 111, ab um 1925 Pichelswerder Straße 12 (gehört zum PA Pankow 1)                            | |
| Pichelsdorf                                | Berlin-Pichelsdorf | Postagentur Umwandlung in eine Poststelle                                             | Dorfstraße 11                                                                                               | |
| Plötzensee                                 | Berlin-Plötzensee | Post- und Telegraphenamt                                                              | Saatwinkler Damm                                                                                            | |
| Plötzensee                                 | | Postagentur                                                                           | Westhafenstraße (nach 1930)                                                                                 | |
| Reinickendorf                              | Berlin-Reinickendorf | Post- und Telegraphenamt Reinickendorf (Ost) 1                                        | Residenzstraße 43 Residenzstraße 24/25 (nach 1935)                                                          | |
| Reinickendorf                              | | Poststelle Reinickendorf Ost 1A                                                       | Gesellschaftstraße 9                                                                                        | |
| Reinickendorf                              | Berlin-Reinickendorf | Post- und Telegraphenamt Reinickendorf (Ost) 2                                        | Herbststraße 10 Herbststraße 7 (nach 1935)                                                                  | |
| Reinickendorf                              | | Poststelle Reinickendorf (West) 3A                                                    | Auguste-Viktoria-Allee 45                                                                                   | |
| Reinickendorf                              | Berlin-Reinickendorf | Post- und Telegraphenamt Reinickendorf (West) 3                                       | Scharnweberstraße 25/26                                                                                     | |
| Reinickendorf                              | | Postamt Reinickendorf (West 4)                                                        | Spandauer Weg                                                                                               | |
| Rosenthal                                  | Berlin-Rosenthal | Post-, Telegraphenamt und öffentliche Fernsprechstelle                                | Niederstraße 16                                                                                             | wahrscheinlich ab den 1930er Jahren verlegt |
| Rosenthal                                  | Berlin-Rosenthal | Postagentur Rosenthal 2 geändert in Poststelle Rostheal                               | Hauptstraße 94 Hauptstraße 157 A (nach 1930)                                                                | |
| Rosenthal                                  | Berlin-Rosenthal | Postamt Rosenthal 3                                                                   | Berlin-Niederschönhausen, Treskowstraße 67                                                                  | |
| Rudow                                      | Berlin-Rudow | Post- und Telegraphenamt                                                              | Kaiser-Wilhelm-Straße 35 Neuköllner Straße 389 (nach 1930)                                                  | |
| Rummelsburg                                | Berlin-Rummelsburg |                                                                                       | Prinz-Albert-Straße 26/27Postamt (nach 1945 Nöldnerstraße)                                                  | |
| Schildow/Mönchmühle                        | Schildow | Postagentur                                                                           | | |
| Schmargendorf                              | Berlin-Schmargendorf | keine Angabe später als Postamt kategorisiert                                         | Kolberger Platz 5                                                                                           | |
| Schöneberg                                 | Berlin-Schöneberg | Postamt Schöneberg 1                                                                  | Hauptstraße 27                                                                                              | Die Architekten Otto Spalding und Louis Ratzeburg planten und errichteten 1901/1902 im Auftrag der Deutschen Reichspost auf einem ehemaligen Privatgrundstück ein viereinhalb etagiges Gebäude im Stil der italienischen Neorenaissance. Nach späteren mehrfachen Umnutzungen ist im 21. Jahrhundert der Aus- und Umbau zu einem Gewerbezentrum vorgesehen. |
| Schöneberg                                 | Berlin-Schöneberg | Postamt Schöneberg 2, mit Paketannahme und Fernsprechautomat                          | Geneststraße 7/8                                                                                            | |
| Schöneberg                                 | Berlin-Schöneberg | Postamt Schöneberg 3                                                                  | Hauptstraße 96 Wexstraße 1 (nach 1930)                                                                      | |
| Schöneberg                                 | Berlin-Schöneberg | Postamt Schöneberg 4                                                                  | Kriemhildstraße 7 Naumannstraße 6 (nach 1930)                                                               | |
| Schöneberg                                 | Berlin-Schöneberg | Postamt Schöneberg 5 mit Fernsprechstelle und Rohrpost                                | Grunewaldstraße 42 Meraner Straße 1 (nach 1930)                                                             | |
| Schönfließ (Bezirk Berlin)                 | Schönfließ (Mühlenbecker Land) | Postagentur                                                                           | | |
| Schönwalde (Mark)                          | Schönwalde | Postagentur                                                                           | | |
| Siemensstadt b. Berlin                     | Berlin-Siemensstadt | Post- und Telegraphenamt                                                              | Nonnendammallee 96 Goebelstraße 117 (nach 1930)                                                             | |
| Spandau                                    | Berlin-Spandau | Hauptpostamt Spandau 1                                                                | Potsdamer Straße 52/53 Carl-Schurz-Straße 13–19 (nach 1935)                                                 | |
| Spandau                                    | | Poststelle Spandau 1A                                                                 | Rauchstraße 2                                                                                               | |
| Spandau                                    | Berlin-Spandau | Postamt Spandau 2                                                                     | Hamburger Bahnhof Wansdorfer Platz (nach 1930)                                                              | |
| Spandau                                    | Berlin-Spandau | Postamt Spandau 3                                                                     | Schönwalder Straße 9 Elisabethstraße 17–19 (nach 1930)                                                      | |
| Spandau                                    | Berlin-Spandau | Postamt Spandau 4                                                                     | Pichelsdorfer Straße 37 später Brüderstraße 37                                                              | |
| Spandau                                    | | Posthilfstelle geändert in Poststelle Spandau 5                                       | Tannenweg 1 Weinmeisterhornweg 41 (nach 1935)                                                               | |
| Spandau                                    | | Postelle Spandau 6                                                                    | Eschenweg 60                                                                                                | |
| Spandau-Ruhleben                           | Berlin-Spandau | Posthilfsstelle Ruhleben                                                              | Charlottenburger Chaussee                                                                                   | |
| Staaken                                    | Berlin-Staaken | Postamt                                                                               | Nennhauser Damm 32034                                                                                       | |
| Steglitz                                   | Berlin-Steglitz | Postamt Steglitz 1                                                                    | Bergstraße 1                                                                                                | Das Postamt Steglitz 1 wurde 1907–1909 nach Entwurf von Wilhelm Walter gebaut und im Jahr 1929 erfolgte eine bauliche Erweiterung durch einen Anbau für eine Vermittlungsstelle nach Planungen von Postbaurat Robert Gaedicke. |
| Steglitz                                   | | Poststelle Steglitz 1A                                                                | Arndtstraße 19                                                                                              | |
| Steglitz                                   | | Poststelle Steglitz 1C                                                                | Breitenbachplatz 7–9                                                                                        | |
| Steglitz                                   | | Poststelle Steglitz 1D                                                                | Klingsorstraße 62 Birkbuschstraße 20 (nach 1935)                                                            | |
| Steglitz                                   | Berlin-Steglitz | Postamt Steglitz 2                                                                    | Feldstraße 24/25                                                                                            | |
| Steglitz                                   | Berlin-Steglitz | Postamt Steglitz 3                                                                    | Albrechtstraße 88                                                                                           | |
| Steglitz                                   | | Postamt Steglitz 4                                                                    | Sachsenwaldstraße 9                                                                                         | |
| Stralau                                    | Berlin-Stralau | Post- und Telegraphenamt                                                              | Alt-Stralau 54                                                                                              | |
| Tegel mit Gutsbezirk Schloss Tegel         | Berlin-Tegel | Post- und Telegraphenamt Tegel 1 sowie öffentliche Fernsprechstelle                   | Bahnhofstraße 3                                                                                             | |
| Tegel                                      | | Postagentur Tegel 2 geändert in Poststelle Tegel 2                                    | Egidystraße 43                                                                                              | |
| Tegel                                      | | Postagentur Tegel 3                                                                   | Siedlung St. Joseph, Hermsdorfer Straße                                                                     | |
| Tegel                                      | | Postagentur Tegel 4 geändert in Poststelle Tegel 4                                    | Breiter Weg 27 Kamener Weg (nach 1935)                                                                      | |
| Tegelort b. Berlin                         | Berlin-Tegel | Postagentur                                                                           | Walderseestraße                                                                                             | |
| Tempelhof                                  | Berlin-Tempelhof | Postamt Tempelhof 1                                                                   | Berliner Straße 133/134                                                                                     | |
| Tempelhof                                  | Berlin-Tempelhof | Poststelle Tempelhof 1A                                                               | Braunschweiger Ring 4                                                                                       | |
| Tempelhof                                  | Berlin-Tempelhof | Poststelle Tempelhof 1B                                                               | Gottlieb-Dunkel-Straße 59 Berliner Straße 33 (nach 1930)                                                    | |
| Tempelhof                                  | | Poststelle Tempelhof 1C                                                               | Domnauer Straße 20                                                                                          | |
| Tempelhof                                  | | Poststelle Tempelhof 1E                                                               | Werderstraße 11                                                                                             | |
| Tempelhof                                  | | Postamt Tempelhof 2                                                                   | Hohenzollernkorso 12 Manfred-von-Richthofen-Straße 24 (nach 1935)                                           | |
| Tempelhof                                  | | Postamt Tempelhof 3                                                                   | Mittelbacherkorso 88 Bölckestraße 88 (nach 1935)                                                            | |
| Tempelhof                                  | | Postagentur Tempelhof 4 geändert in Postamt Tempelhof 4                               | Germaniastraße 67 Germaniastraße 99                                                                         | |
| Tempelhof                                  | | Postamt Tempelhof 5                                                                   | Attilastraße 178                                                                                            | |
| Treptow                                    | Berlin-Alt-Treptow | Postamt Treptow 1                                                                     | Am Treptower Park 53                                                                                        | Im Adressbuch findet sich folgender Hinweis: „Für den Teil des Ortes von der Berliner Weichbildgrenze bis zur Ringbahn und die Cöpenicker Landstraße […] sind die Berliner Postämter Nr. 36 und Nr. 33 zuständig.“ |
| Treptow                                    | Berlin-Baumschulenweg | Postamt Treptow 2 Baumschulenweg                                                      | Baumschulenstraße 17                                                                                        | |
| Waidmannslust                              | Berlin-Waidmannslust | Postamt                                                                               | Kurhausstraße 4                                                                                             | |
| Nikolassee, Wannsee-Dreieck                | Berlin-Wannsee | Post Wannsee                                                                          | | |
| Wannsee                                    | | Postamt Wannsee 1                                                                     | Friedrich-Karl-Straße Am Sandwerder 6 (nach 1930)                                                           | |
| Wannsee                                    | | Postamt Wannsee 2                                                                     | Chausseestraße 8                                                                                            | (vor 1930 Postagentur) |
| Wannsee                                    | | Poststelle Wannsee 1A                                                                 | Königstraße 54                                                                                              | |
| Wannsee                                    | | Postamt Wannsee 3                                                                     | im Strandbad                                                                                                | nur während der Badesaison |
| Weißensee                                  | Berlin-Weißensee | Postamt Weißensee 1                                                                   | Charlottenburger Straße 140                                                                                 | Das Post-Gebäude entstand 1914/15 nach Plänen des Verwaltungsarchitekten und Postbaurats Karl Buddeberg (1856–1934). |
| Weißensee (Gutsbezirk)                     | Berlin-Weißensee | Postamt Weißensee 2                                                                   | Goethestraße 13 in einem Mehrfamilienwohnhaus Bernkastler Straße (nach 1930)                                | |
| Wilhelmsberg                               | Berlin-Fennpfuhl |                                                                                       | | |
| Wilmersdorf                                | Berlin-Wilmersdorf | Post- und Telegraphenamt Wilmersdorf 1                                                | Uhlandstraße 85                                                                                             | |
| Wilmersdorf                                | Berlin-Wilmersdorf | Postamt Wilmersdorf 2                                                                 | Mainzer Straße 16                                                                                           | |
| Wilmersdorf                                | | Postamt Wilmersdorf 3                                                                 | Johannisberger Straße 18                                                                                    | |
| Wilmersdorf                                | | Postamt Wilmersdorf 4                                                                 | Brandenburgische Straße 19                                                                                  | |
| Wilmersdorf                                | | Poststelle Wilmersdorf 1A                                                             | Nassauische Straße 62                                                                                       | |
| Wittenau mit Kolonie Borsigwalde           | Berlin-Wittenau | Postamt Wittenau, telefonisch zu Tegel                                                | Rosenthaler Straße 43 Roedernallee 92 (nach 1930)                                                           | |
| Wittenau mit Kolonie Borsigwalde           | Berlin-Borsigwalde | Postamt Borsigwalde                                                                   | Spandauer Straße 117                                                                                        | |
| Zehlendorf mit Schlachtensee               | Berlin-Zehlendorf | Post- und Telegraphenamt Zehlendorf 1                                                 | Kaiserstraße 22/23                                                                                          | |
| Zehlendorf                                 | | Postamt Zehlendorf 2                                                                  | Lessingstraße 1                                                                                             | |
| Zehlendorf                                 | | Postamt Zehlendorf 3                                                                  | U-Bahnhof Onkel-Toms-Hütte                                                                                  | |
| Zehlendorf Klein-Machnow                   | | Postagentur Zehlendorf 4                                                              | Meiereifeld 38                                                                                              | |
| Zehlendorf mit Schlachtensee               | Berlin-Schlachtensee | Post- und Telegraphenamt Schlachtensee                                                | Viktoriastraße 7                                                                                            | |